# 怒吼
〈怒吼〉（英語："Roar"）是美國歌手凱蒂·佩芮的一首歌曲，收錄於她的第四張專輯《超炫光》，成為這張專輯的首波主打單曲。佩芮與邦尼·麥基以及歌曲的製作人盧克博士、馬克斯·馬丁和亨利·沃爾特共同創作〈怒吼〉。歌曲是一首具有舞台搖滾風格的流行曲，歌詞以為自己加油作為主題。
歌曲獲得反響不一的評價，包括讚賞歌曲的製作以及批評歌詞過於陳腔濫調。歌曲發行後獲得商業上的成功，成為佩芮在美國《告示牌》百強單曲榜第8首冠軍單曲，並於英國、澳洲、加拿大、愛爾蘭、奧地利以及紐西蘭等國家的排行榜獲得冠軍。歌曲亦打進日本、法國、德國、意大利與瑞士的排行榜前5位。
佩芮進行了多場現場表演以宣傳歌曲，包括於「2013年MTV音樂錄影帶大獎」、「週六夜現場」、澳洲版「X音素」等節目。歌曲的音樂錄像帶由格雷迪·霍爾與馬克·庫西負責執導，內容為凱蒂飛機失事流落叢林、馴服老虎成為叢林之后的故事。

## 製作與構成
〈聽我吼〉於多間錄音室進行錄音，其中包括位於加利福尼亚州的回放錄音室以及秘密花園錄音室，以及盧克博士的錄音室。此外歌曲亦在位於斯德哥尔摩的MXM錄音室進行錄音。歌曲派瑞與邦尼·麥基以及歌曲的製作人盧克博士、馬克斯·馬丁與西庫特共同創作。整個過程皆於2013年3月完成進行。麥基在接受音樂電視網訪問時稱〈聽我吼〉是「有關重拾自我、抹掉身上灰塵繼續前行」、「女性主權歌曲」以及「有所頓悟的歌曲」。派瑞提及歌曲說在自己接受輔導後創作，指自己「對把這些感覺埋藏心底而未有為自己發聲感到厭倦」。
在音樂性上，〈聽我吼〉是一首具有舞台搖滾風格的流行歌曲。其中歌詞受到海倫·雷迪1971年的歌曲經典歌詞「我是女人，聽我吼」啟發。歌曲的伴奏由「重拍」的鋼琴聲以及「低沉回響」的低音鼓聲組成。〈聽我吼〉以降B大調創作，是一首中等速度的4/4拍歌曲，每分鐘達90拍。派瑞在歌曲的音域範圍由最低B♭3到最高E♭5，而音樂的和弦進程則為B♭–Cm–Gm–E♭。歌曲在主題上有著與過往作品〈煙火〉相似的勵志主題。派瑞形容歌曲為一首關於為自己加油的歌。

## 專業評價

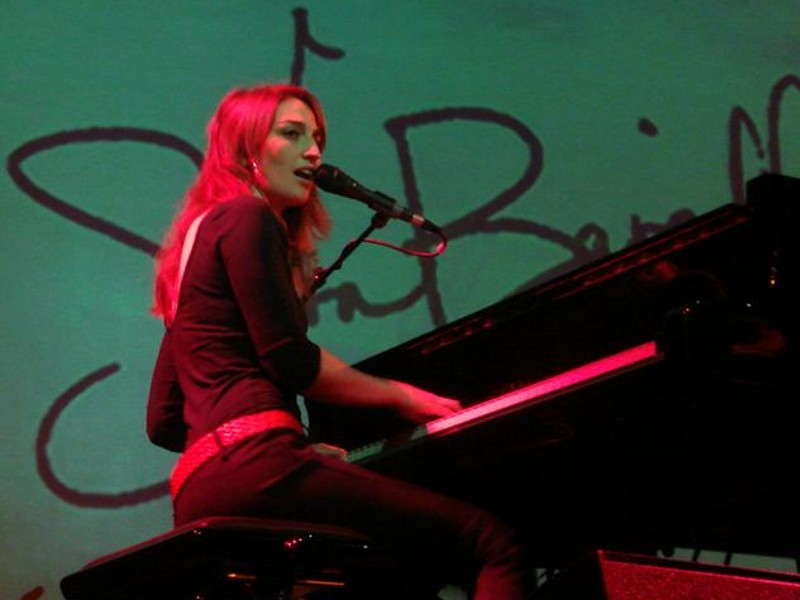
多位樂評家皆指〈聽我吼〉與莎拉·芭瑞黎絲的〈Brave〉十分相似。

《AllMusic》的史蒂芬·托馬斯·艾爾維恩讚賞歌曲的成熟性，並認為派瑞藉此擺脫以往的甜心形象。《滾石》的米麗安·科爾曼讚揚歌曲的「簡單的流行節奏」以及它「重覆的副歌」，並讓她認為歌曲製定了專輯的基調。《洛杉磯時報》的格里克·迪·肯尼迪同樣給予歌曲正面的評價，把歌曲比喻為被咬了一口的甜點。《前音後果》的克里斯·博斯曼讚賞歌曲的副歌讓人無論在任何情況都能高聲唱出來，並指這已成為青少年的頌歌。《Hitfix》的梅琳達·紐曼認為派瑞在歌曲裡「改變了步伐」，而《告示牌》的德魯·漢普普則認為歌曲回到她過往的專輯《花漾派對》裡的風格，但對歌曲的節奏以及歌詞作出批評，最終於滿分5星給予歌曲4星的評價。《偏鋒雜誌》的薩爾·辛坤馬尼認為歌曲雖然比起“怒吼”更像是在「聽我尖叫」，但的確展示了她的成長。

### 爭議
〈聽我吼〉發行前後，派瑞被多方指責歌曲涉嫌抄襲莎拉·芭瑞黎絲的歌曲〈Brave〉。當芭瑞黎絲被問到關於歌曲間的抄襲風波時，她回應：「派瑞是我的朋友，我們已經相識了一段長時間」，並對「從負面的角度去對待兩位歌手傳遞正面的信息」感到難過。她亦提及自己在〈聽我吼〉發行前已經知道這首歌，並指：「連我自己也沒為此生氣，不明白其他人在難過甚麼。」對於抄襲指控，卢克博士於2013年8月14日在推特發表回應：「〈聽我吼〉在〈Brave〉發行前便已經寫好並完成錄製。」對於《勇敢》在抄襲風波再次獲得大眾關注，芭瑞黎絲的唱片公司史诗唱片其後順勢重新把歌曲派往主流流行電台播放。

## 發行
派瑞透過一段燒毀藍色假髮的預告片段宣佈〈聽我吼〉成為專輯《超炫光》的首支發行單曲。其後派瑞於YouTube上傳更多歌曲預告片段，包括展示派瑞出席葬禮的片段，而片段則出現以她標誌性的粉白風車裙裝飾的棺材，而另一於2013年8月8日公開的片段則展現了派瑞穿著與單曲封面相同的外套進入錄音棚的模樣單曲封面以派瑞穿著背面繡著老虎圖案的橫須賀刺繡外套為主，並在外框同樣加上老虎的花紋圖案。在歌曲數位發行當天，歌曲的歌詞版音樂錄像帶亦同時於YouTube公開。整个歌词版音乐录像带以应用程式WhatsApp为背景，以佩芮使用iPhone向其它人传送讯息叙述佩芮的日常生活。其中部分文字会以繪文字代替。錄像帶其後引起音樂製作人狄龍·法蘭西斯的抄襲疑慮，認為錄像帶抄襲了自己的作品〈訊息〉的音樂錄像帶概念。
歌曲的首支預告片段於2013年8月2日公開，並同時宣佈歌曲會在8月12日於美國發行以及於8月13日被送往當代流行電台派台。然而歌曲於正式發行前兩天的8月10日遭到提前泄露而決定提前於當天正式派台。歌曲原本計劃於9月8日在英國發行，但派瑞於8月30日宣佈歌曲提前於9月1日發行。

## 商業成績

### 北美地區
歌曲於正式發行前一週憑藉電台播放而提前空降《告示牌》百強單曲榜第85位。〈聽我吼〉於正式發行首週售出557,000首下載量，成為2013年美國最高首週銷量的歌曲，並打破派瑞另一首單曲〈煙火〉於2011年單週售出509,000首的紀錄，成為其本人最高單週銷量的單曲。歌曲於進榜次週躍升83位至第2位，僅次於罗宾·西克的〈模糊界線〉，同時成為派瑞於美國第12首打進前10位的單曲，以及其連續第9首打進前3位的單曲。〈聽我吼〉連續兩週排行第2位後，於進榜第四週成功登上單曲榜冠軍位置，成為派瑞第8首於《告示牌》百強單曲榜的冠軍單曲，並同時憑448,000首的下載量成為其於《告示牌》數字歌曲榜的第9首冠軍單曲。〈聽我吼〉於冠軍位置逗留兩週後被麥莉·希拉的〈愛情破壞球〉取代。歌曲於進榜第七週於《告示牌》百強電台歌曲榜從以159萬電台聽眾的成績從亞軍升至冠軍位置，成為派瑞於該榜第6首冠軍單曲，也成為她於該榜最快奪冠的單曲。
〈聽我吼〉亦登上了美國主流四十強單曲榜與成人流行歌曲榜冠軍位置。其中歌曲成為派瑞於流行歌曲榜的第10首冠軍歌曲，與蕾哈娜共享最多該榜冠軍單曲的紀錄。而歌曲於成人流行歌曲榜奪冠後亦為派瑞帶來不少榮譽；歌曲成為派瑞於該榜的第8首冠軍單曲，與魔力紅與粉红佳人共享最多該榜冠軍單曲的紀錄。歌曲亦打破其本人於2011年的單曲〈加州女孩〉最快登上冠軍位置的紀錄。歌曲亦同時打破兩榜的單週電台播放紀錄，分別於單週播出16,065次以及5,309次。
歌曲亦同時登上《告示牌》當代成人單曲榜以及《告示牌》舞曲夜店歌曲榜冠軍位置。此外，歌曲亦同時以最高210萬點播次數以及1200萬流媒播放次數分別登上電台點播榜與流媒體歌曲榜的冠軍位置。〈聽我吼〉於發行第17週突破400萬次下載量，成為有史以來最快的紀錄。歌曲於2013年年底達到441萬首下載量，成為該年第6高下載量的單曲。派瑞憑歌曲獲得第7首銷量突破400萬的單曲，成為歌手之冠。截至2024年，美國唱片業協會的认证销量为1,500万。
〈聽我吼〉於發行首週憑藉高下載量空降加拿大百强单曲榜冠軍位置。這成為該榜史上第17首空降冠軍的單曲，也是派瑞第3首空降冠軍的單曲，使她成為於當地擁有最多空降冠軍單曲的歌手。歌曲亦同時成為派瑞於該榜第9首冠軍單曲，打破與蕾哈娜並列擁有最多冠軍單曲的紀錄。歌曲於榜單獲得非連續的五週冠軍位置。〈聽我吼〉亦獲得加拿大數位單曲榜非連續的三週冠軍位置，成為她於該榜的第6首冠軍單曲。在墨西哥，歌曲登上拉丁監控的英語歌曲電台榜冠軍位置。

### 歐洲與大洋洲地區

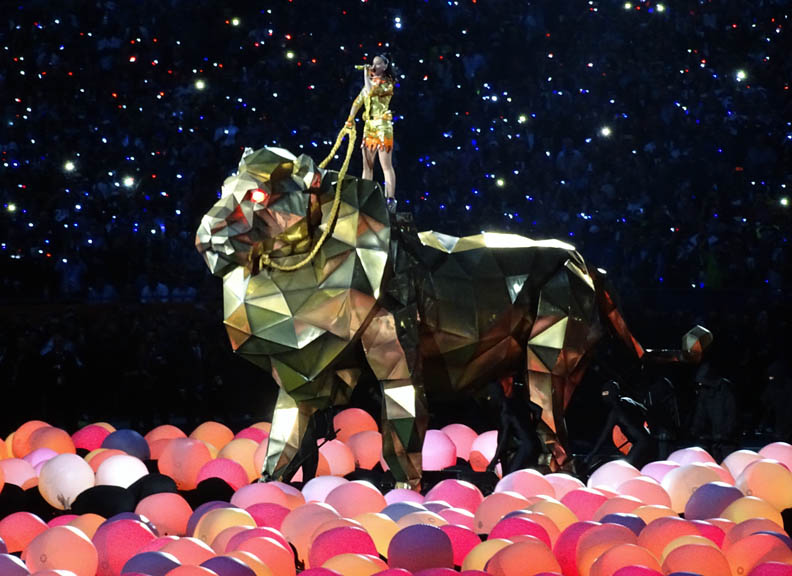
派瑞於Super Bowl XLIX halftime show演唱〈聽我吼〉。

在英國，歌曲首週以179,500首下載量空降英國單曲排行榜冠軍位置，取代了埃利·古尔丁的〈燃燒〉成為派瑞於當地第4首冠軍單曲。歌曲於冠軍位置逗留了兩週，隨即被杰森·德鲁罗 （雙鍊大師客串）的〈咬耳朵〉拉下冠軍位置。歌曲同時登上蘇格蘭單曲榜與爱尔兰单曲榜的冠軍位置。〈聽我吼〉於2013年終成為英國該年銷量第6高的單曲，並繼《煙火》後在2015年1月於當地突破100萬下載量，使派瑞成為第18名於當地擁有複數銷量突破百萬單曲的歌手。截至2017年，歌曲於英國售出1,112,787首，並獲英国唱片业协会認證為雙白金唱片。
歌曲於意大利單曲榜最高達到第4位，並獲意大利音乐产业联盟認證為白金唱片，代表達到15,000首下載量。在西班牙，單曲於西班牙音樂製作協會最高達到第5名。在奧地利，歌曲登上奧地利Ö3四十強音樂榜冠軍位置，亦分別登上德國與瑞士單曲榜的亞軍與季軍位置。在比利時Ultratop榜，〈聽我吼〉分別於法兰德斯與瓦隆大区登上最高第5位以及第7位。歌曲於法國最高登上第6位。歌曲於挪威最高登上第5位。〈聽我吼〉亦登上捷克共和國、匈牙利與斯洛伐克電台榜的前10位。作為於當地的非官方數碼單曲榜，歌曲分別登上希臘與盧森堡的《告示牌》數碼單曲榜第2位，以及於葡萄牙的同一榜單登上第8位。
〈聽我吼〉憑藉4天的銷量首週空降紐西蘭單曲榜榜首，成為派瑞於當地第9首冠軍單曲、第2首空降冠軍單曲以及第11首前10位單曲。歌曲於發行五週內便獲新西兰唱片音乐协会認證為四白金唱片，代表達到60,000的銷售單位。歌曲於紐西蘭歷代最高銷量單曲前百位列第48，成為派瑞繼〈加州女孩〉、〈煙火〉以及〈外星品種〉後第4首打進最暢銷單曲前百位的單曲，使派瑞成為擁有最多暢銷單曲的歌手。在澳洲，歌曲於首週空降澳洲單曲榜季軍位置，並於次週登上冠軍，成為派瑞於當地的第3首冠軍單曲。歌曲於發行一個月內便獲澳大利亚唱片业协会認證為雙白金唱片，並於2013年10月獲認證為四白金唱片，代表達到280,000首銷量。〈聽我吼〉至今獲澳大利亚唱片业协会認證為十一白金唱片，代表於當地達到630,000首銷量。歌曲於委內瑞拉流行搖滾榜最高登上亞軍位置。在南韓Gaon音乐榜，歌曲登上國際榜冠軍位置。在日本，歌曲首週空降日本熱門100金曲榜第7位。歌曲亦分別登上以色列媒体森林電台榜以及黎巴嫩單曲榜冠軍位置。在南非，歌曲亦登上非洲娛樂監測電台榜亞軍位置。
根據國際唱片業協會，〈聽我吼〉以990萬的（根據實際銷量與流媒體銷量綜合認證）銷售單位成為了2013年銷量第5高的單曲。

## 音乐视频

### 背景與發展

〈聽我吼〉官方宣传海报

歌曲的音樂錄像帶由格雷迪·霍爾與馬克·庫西負責執導，並於洛杉磯縣植物園取景拍攝。錄像帶於2013年8月7日開始拍攝，並於8月9日正式結束拍攝。2013年8月25日，官方公開了21秒長的錄像帶預告片段。2013年8月30日，派瑞在推特上公開了錄像帶的宣傳海報，並確認錄像帶正式公開的日期。 2013年9月4日，諾基亞於錄像帶發行前夕上傳了時長2分鐘的製作花絮。音樂錄像帶其後於2013年9月5日在派瑞的VEVO官方帳戶上正式公開。2013年11月14日，派瑞的VEVO官方帳戶上傳了17分鐘長的錄像帶製作花絮。

### 概要
在錄像帶開始的時候，凱蒂與她的男朋友（由演員兼模特兒布萊恩·內格爾飾演）遇到飛機失事並流落於叢林。凱蒂感到手足無措，而他男友則為自己拍照並把背包扔給自己自行探險。夜深後二人一同於叢林間徘徊，正當他把手上的噴霧扔後的時候遭到突然擭出的老虎襲擊，而凱蒂則立刻扔掉背包，邊走邊叫。其後當她嘗試喝湖水時差點遭到湖內的鱷魚咬噬，當她坐在石上休息時亦被蜘蛛爬在身上。當她看著湖面唱起歌曲副歌時，她從湖面看見自己的倒影變為老虎。而在她的身後則有無數雙眼睛在黑暗中正在閃爍，然而這些「眼睛」實為飛舞的螢火蟲，並集合在一起形成老虎吼的影像。
在經過一段日子後，凱蒂開始與當地的猴子成為朋友，並用自己的高跟鞋製成長茅刺香蕉，把香蕉送給猴子。在下一個場景，凱蒂借用大象的長鼻作為花灑潑水於湖中沐浴。她亦用牙刷幫助鱷魚刷牙，並嘗試拿回被象鼻捲走的衣服。凱蒂於晚上拿著火炬進洞穴探險，並在洞身看見一個人類嘗試用火攻退老虎的圖畫；然而老虎變得更加強大並以吼叫把人類的長茅都反過來射向對方。凱蒂於第二天離開洞穴，並身穿以虎皮製作的比基尼以及草裙，並赤腳自信地展示著早前製成的長茅。她站上瀑布的頂部俯視叢林，並拉著長藤劃過天空。
凱蒂在猴子的幫助下製作了貓玩具以分散早前吃掉自己男朋友的老虎注意力。她以玩具把老虎引到叢林裡的一處地方，並以陷阱把牠困住。她與老虎面對面互相咆吼，最終凱蒂的吼叫成功馴服老虎逼使牠順從地坐在自己面前。其後她頭戴花冠坐在以草製作的寶座上，被其他動物包圍，包括老虎、猴子與大象。而老虎則戴上寫著「Kitty Purry」的頸圈以對應姬蒂於真實生活的名字。凱菁拿著男朋友的電話與猴子自拍，用以果醬製成的口紅化妝，並為大象美甲。凱蒂最後於飛機內醒過來，讓觀眾認為整個森林生活全都是她的夢境。但她步出機艙後仍然身處叢林之中，被一眾動物包圍著伸懶腰。

### 反響
錄像帶在發佈前後獲得褒貶不一的評價。網站Idolator的羅比·道、薩姆·蘭斯基與卡爾·威洛特認為錄像帶乏善可陳，道認為凱蒂在錄像帶打了張安全牌，對此失望並把期望轉到她下一張單曲；而蘭斯基把作品比作為女性止汗劑的廣告；威洛特讚揚了布景、派瑞的演技以及錄像帶的結尾，但批評了電腦特技看起來「呆笨」與置入性行銷，並認為派瑞「像歌詞寫的一樣吼贏了老虎」過於誇張。網站唯一給予錄像帶正面評價的麥克·沃斯讚揚作品的幽默元素，並認為作品從舞蹈流行組合水叮噹的《瓊斯醫生》的音樂錄像帶獲得靈感。最終作品獲得網站於滿分10分中打出6分。
音樂電視網的詹姆斯·蒙哥馬利相信作品從《森林女王希娜》得到靈感，並認為不需太認真去看錄像帶，並以坎普风形容它。偏锋杂志的薩爾·辛坤馬尼給予作品相對中立的評價，指出雖然《超炫光》被宣傳為派瑞的新旅程，但〈聽我吼〉與它的錄像帶皆沒有這樣的感覺。派瑞亦被善待动物组织批評使用稀有動物拍攝音樂錄像帶。組織的瑪瑞麗·伯克說：「娛樂用途的動物需要忍受可怕的殘忍行為，並遭受極端的限制與暴力訓練方法。」伯克亦宣稱錄像帶裡的動物皆是來自一間多次受美國農業部監察的公司。派瑞一方以來自美國人道協會的信作出回應，而該協會成員於維時三天的錄像帶拍攝皆在場。信中指出「在審視報告後，我們相信拍攝團隊遵從了善待動物的守則，而在整個拍攝中也沒有任何動物遭受危害。」
2015年7月7日，〈聽我吼〉的音樂錄像帶成為VEVO上第4首突破10億次點擊率的影片，使派瑞成為首位擁有2支10億次點擊的音樂錄像帶的歌手。〈聽我吼〉的音樂錄像帶成為史上第11高點擊率的Youtube影片，並於2017年10月突破23億次點擊率。

## 现场表演
2013年8月25日，派瑞在第30届MTV音乐录像带大奖中於布魯克林大橋底的公園首次演唱〈聽我吼〉，作為頒獎禮的壓軸表演。9月21日，派瑞參加「iHeartRadio音樂節」演唱〈聽我吼〉、〈黑馬〉，以及包括〈親了一個拉拉〉與〈加州女孩〉等其他6首經典歌曲。派瑞在10月1日於倫敦舉行的「iTunes音樂節」演唱〈聽我吼〉、〈黑馬〉、〈在空中漫步〉等總共10首歌曲。10月12日，她於電視節目「週六夜現場」演唱〈聽我吼〉與〈在空中漫步〉。派瑞在10月23日作為嘉賓出席「我們能存活：音樂生活」於莎拉·芭瑞黎絲、邦尼·麥基、艾麗·高登、凱茜·馬斯格雷夫斯以及組合泰根與莎拉面前演唱了歌曲。10月25日，派瑞於生日當天在美國萊克伍德高中舉行免費演唱會，演唱了〈聽我吼〉、〈在空中漫步〉其他3首經典歌曲，其中前3首歌曲於電視節目「早安美國」現場直播。她亦於10月28日在澳洲版「X音素」上演唱了歌曲，並在翌日於悉尼歌劇院表演了歌曲。11月16日，派瑞於德國電視節目「打敗拉布」上演唱了歌曲。12月14日，派瑞在法國「NRJ音樂獎」上演唱歌曲，但於表演途中因技術問題而被主持上台請求重新演唱，這其後引起她於表演假唱的傳聞。頒獎禮一方其後向派瑞致歉，澄清她當時的確是在真唱，但因播放錯誤的歌曲混音以致蓋過她的現場歌聲，讓派瑞看起來像使用預先準備好的人聲假唱。
2015年2月1日，派瑞在「第四十九屆超級盃中場表演」演唱了〈聽我吼〉、〈加州女孩〉等多首經典歌曲
。2016年7月28日，她在「2016年民主黨全國代表大會」演唱了歌曲。2017年5月27日，派瑞於在侯城舉行的「BBC廣播一台盛大週末」演唱了〈聽我吼〉、〈做自己〉與〈鍊上節奏〉。2017年6月4日，她在「One Love Manchester」慈善演唱會表演了歌曲，作為對2017年曼徹斯特競技場爆炸死難者的悼念。

## 翻唱版本与其他使用
2013年9月16日，辛辛那提孟加拉虎隊在「週一足球夜」與匹茲堡鋼人隊的比賽上的介紹球員環節上，出乎意料地使用了〈聽我吼〉作為背景音樂，因歌曲的叢林主題與球隊的外號相似。歌曲其後亦偶爾在賽事休息的時間被播放。雖然最後隊伍以20比10的成績勝出賽事，但使用的歌曲遭到球隊的支持者甚至隊員本身的批評。其中一名球隊支持者更向《華爾街日報》表示附近的鋼人隊支持者在嘲笑自己。球隊於4天後作公開道歉，指歌曲雖然不會從保羅·布朗體育場歌曲列表中剔出，但將會在介紹球員環節上使用硬式搖滾或經典搖滾歌曲。2013年11月17日，歌曲在「吉列合唱團」播映的集數《凱蒂還是卡卡》中被翻唱。歌曲亦被用於電影《老闆不是人2》與《海灘救護隊》。混合武術家米莎·塔特亦在比賽時使用歌曲作為進場音樂。
歌手瑞克·史普林菲爾從2014年起把〈聽我吼〉加入成為演唱會表演曲目。跳舞遊戲「舞力全開2014」亦把歌曲加入到可下載內容。美國廣播公司2017年的處境喜劇《幻想瑪莉》首集亦使用了歌曲。
2014年1月12日，在北京中央民族乐团音乐厅，佩里现场欣赏了由赵东升改编，何建国指挥，中央民族乐团演奏的民族乐改编版的〈聽我吼〉，佩里听后对此非常感动。

## 曲目列表
| CD單曲   | CD單曲                              | CD單曲 |
| 曲序     | 曲目                                | 时长   |
| -------- | ----------------------------------- | ------ |
| 1.       | 聽我吼 Roar                         | 3:42   |
| 2.       | 聽我吼（伴奏） Roar（Instrumental） | 3:42   |
| 总时长： | 总时长：                            | 7:24   |

## 製作名單
製作名單來自《超炫光》專輯內頁。
- 凱蒂·佩芮 – 聲樂、詞曲創作
- 邦尼·麥基 – 詞曲創作
- 路克博士 – 詞曲創作、製作
- 他馬克斯·馬丁 – 詞曲創作、製作
- 西庫特 – 詞曲創作、製作

## 榜单
| 榜单（2013年-2014年）                             | 最高 排位 |
| ------------------------------------------------- | --------- |
| 澳大利亚（澳大利亚唱片业协会單曲榜）              | 1         |
| 奥地利（Ö3四十强单曲榜）                          | 1         |
| 比利时佛兰德（Ultratop五十强单曲榜）              | 5         |
| 比利时瓦隆（Ultratop五十强单曲榜）                | 6         |
| 巴西（《公告牌》Brasil Hot 100）                  | 28        |
| 巴西（《公告牌》Brasil Hot Pop Songs）            | 5         |
| 保加利亚（国际唱片业协会）                        | 1         |
| 加拿大（Canadian Hot 100）                        | 1         |
| 加拿大（《告示牌》Canada AC）                     | 1         |
| 加拿大（《告示牌》Canada CHR）                    | 1         |
| 加拿大（《告示牌》Canada Hot AC）                 | 1         |
| 独联体（Tophit独联体电台榜）                      | 10        |
| 捷克（電台百強單曲榜）                            | 2         |
| 捷克（百強數位單曲榜）                            | 22        |
| 丹麥（Hitlisten单曲榜）                           | 2         |
| 歐洲（《告示牌》Euro Digital Song Sales）         | 1         |
| 芬兰（芬蘭官方單曲榜）                            | 4         |
| 法国（法國唱片出版業公會單曲榜）                  | 5         |
| 法国（法国唱片出版业公会电台榜）                  | 2         |
| 德国（德國官方單曲榜）                            | 2         |
| 希腊（《告示牌》Digital Songs）                   | 2         |
| 匈牙利（四十强电台榜）                            | 3         |
| 匈牙利（四十強單曲榜）                            | 8         |
| 冰岛（冰岛国家广播公司单曲榜）                    | 9         |
| 愛爾蘭（愛爾蘭唱片音樂協會单曲榜）                | 1         |
| 以色列（媒体森林）                                | 1         |
| 意大利（意大利音乐产业联盟单曲榜）                | 4         |
| 日本（Japan Hot 100）                             | 4         |
| 黎巴嫩（黎巴嫩官方二十强单曲榜）                  | 1         |
| 盧森堡（《告示牌》Luxembourg Digital Song Sales） | 2         |
| 墨西哥（拉美監控英语榜）                          | 1         |
| 荷兰（荷蘭四十強單曲榜）                          | 2         |
| 荷兰（百强单曲榜）                                | 5         |
| 新西兰（新西兰唱片音乐协会单曲榜）                | 1         |
| 挪威（世道單曲榜）                                | 4         |
| 秘鲁（UNIMPRO）                                   | 1         |
| 波蘭（波蘭百大電台榜）                            | 2         |
| 葡萄牙（《告示牌》Portugal Digital Songs）        | 5         |
| 罗马尼亚（罗马尼亚百大电台榜）                    | 66        |
| 俄罗斯（TopHit俄罗斯电台榜）                      | 10        |
| 蘇格蘭（官方榜单公司單曲榜）                      | 1         |
| 斯洛伐克（電台百強單曲榜）                        | 2         |
| 斯洛伐克（百強數位單曲榜）                        | 81        |
| 斯洛文尼亚（斯洛文尼亚五十大单曲榜）              | 1         |
| 南非（非洲娛樂監測单曲榜）                        | 2         |
| South Korea (Gaon Chart International)            | 1         |
| 西班牙（西班牙音樂製作協會）                      | 5         |
| 瑞典（瑞典最熱榜）                                | 5         |
| 瑞士（瑞士热门音乐榜）                            | 3         |
| 土耳其（Number One Top 20）                       | 7         |
| 乌克兰（TopHit乌克兰电台榜）                      | 14        |
| 英國（官方榜单公司單曲榜）                        | 1         |
| 美国（《告示牌》百大單曲榜）                      | 1         |
| 美國（《告示牌》成人當代單曲榜）                  | 1         |
| 美國（《告示牌》Adult Pop Airplay）               | 1         |
| 美國（《告示牌》Dance Club Songs）                | 1         |
| 美國（《告示牌》Dance/Mix Show Airplay）          | 5         |
| 美國（《告示牌》Pop Airplay）                     | 1         |
| 美國（《告示牌》Rhythmic Songs）                  | 6         |
| 委内瑞拉（唱片报告委内瑞拉流行摇滚榜）            | 2         |

| 榜单（2013年–2014年）        | 最高 排位 |
| ---------------------------- | --------- |
| 俄罗斯（Tophit俄罗斯电台榜） | 12        |
| 乌克兰（TopHit乌克兰电台榜） | 15        |

| 榜单（2013年）                             | 排位 |
| ------------------------------------------ | ---- |
| 阿根廷（阿根廷音像製品協會国际数字销量榜） | 5    |
| 澳大利亚（澳大利亚唱片业协会单曲榜）       | 1    |
| 奥地利（Ö3四十強音樂榜）                   | 22   |
| 比利时（Ultratop佛兰德）                   | 38   |
| 比利时（Ultratop瓦隆）                     | 48   |
| 加拿大（Canadian Hot 100）                 | 10   |
| 独联体（TopHit）                           | 76   |
| 丹麦（Tracklisten）                        | 33   |
| 法国（法国唱片出版业公会单曲榜）           | 30   |
| 德国（Media Control AG）                   | 23   |
| 匈牙利（四十强电台榜）                     | 25   |
| 爱尔兰（爱尔兰唱片音乐协会单曲榜）         | 9    |
| 意大利（意大利音乐产业联盟单曲榜）         | 24   |
| 日本（Japan Hot 100）                      | 21   |
| 墨西哥（拉美监控墨西哥单曲榜）             | 92   |
| 荷兰（荷兰四十强音乐榜）                   | 13   |
| 荷兰（荷兰百强单曲榜）                     | 14   |
| 新西兰（新西兰唱片音乐协会单曲榜）         | 3    |
| 俄罗斯（Tophit俄罗斯电台榜）               | 77   |
| 韩国（Gaon国际单曲榜）                     | 67   |
| 斯洛文尼亚（斯洛文尼亚五十大单曲榜）       | 4    |
| 西班牙（西班牙音乐制作协会单曲榜）         | 43   |
| 瑞典（瑞典最热榜）                         | 38   |
| 瑞士（瑞士热门音乐榜）                     | 29   |
| 乌克兰（TopHit乌克兰电台榜）               | 140  |
| 英国（官方榜单公司单曲榜）                 | 6    |
| 美国（Billboard Hot 100）                  | 10   |
| 美国（《公告牌》Adult Contemporary）       | 21   |
| 美国（《公告牌》Adult Top 40）             | 20   |
| 美国（《公告牌》Dance Club Songs）         | 27   |
| 美国（《公告牌》Dance/Mix Show Airplay）   | 42   |
| 美国（《公告牌》Mainstream Top 40）        | 13   |

| 榜单（2014年）                       | 排位 |
| ------------------------------------ | ---- |
| 澳大利亚（澳大利亚唱片业协会单曲榜） | 60   |
| 比利时（Ultratop瓦隆）               | 80   |
| 加拿大（Canadian Hot 100）           | 40   |
| 独联体（TopHit）                     | 90   |
| 法国（法国唱片出版业公会单曲榜）     | 119  |
| 意大利（意大利音乐产业联盟单曲榜）   | 81   |
| 新西兰（新西兰唱片音乐协会单曲榜）   | 38   |
| 俄罗斯（Tophit俄罗斯电台榜）         | 98   |
| 斯洛文尼亚（斯洛文尼亚五十大单曲榜） | 31   |
| 瑞典（瑞典最热榜）                   | 93   |
| 乌克兰（TopHit乌克兰电台榜）         | 49   |
| 英国（官方榜单公司单曲榜）           | 88   |
| 美国（Billboard Hot 100）            | 46   |
| 美国（《公告牌》Adult Contemporary） | 11   |
| 美国（《公告牌》Adult Top 40）       | 39   |

| 榜单（2010年-2019年）                | 排位 |
| ------------------------------------ | ---- |
| 澳大利亚（澳大利亚唱片业协会单曲榜） | 7    |
| 英国（官方榜单公司单曲榜）           | 67   |
| 美国（Billboard Hot 100）            | 73   |

## 认证与销量
| 地區                                                                       | 认证       | 认证单位/销量 |
| -------------------------------------------------------------------------- | ---------- | ------------- |
| 澳大利亚（澳大利亚唱片业协会）                                             | 20× 白金   | 1,400,000‡    |
| 奥地利（國際唱片業協會奧地利分會）                                         | 白金       | 30,000*       |
| 比利时（比利時唱片音樂協會）                                               | 金         | 15,000*       |
| 巴西（巴西唱片業協會）                                                     | 5× 钻石    | 1,250,000‡    |
| 加拿大（加拿大音乐协会）                                                   | 9× 白金    | 720,000‡      |
| 丹麦（國際唱片業協會丹麥分會）                                             | 金         | 15,000^       |
| 法国                                                                       | —          | 105,000       |
| 德国（聯邦音樂產業協會）                                                   | 3× 金      | 450,000‡      |
| 意大利（意大利音乐产业联盟）                                               | 2× 白金    | 60,000‡       |
| 墨西哥（墨西哥音像製品協會）                                               | 2× 白金+金 | 150,000*      |
| 新西兰（新西兰唱片音乐协会）                                               | 4× 白金    | 60,000*       |
| 挪威（國際唱片業協會挪威分会）                                             | 8× 白金    | 480,000‡      |
| 韩国（Gaon）                                                               | —          | 128,034       |
| 西班牙（西班牙音樂製作協會）                                               | 2× 白金    | 120,000‡      |
| 瑞典（瑞典唱片業協會）                                                     | 4× 白金    | 160,000‡      |
| 英国（英国唱片业协会）                                                     | 4× 白金    | 2,400,000‡    |
| 美国（美國唱片業協會）                                                     | 15× 白金   | 15,000,000‡   |
| 流媒体                                                                     |            |               |
| 丹麦（國際唱片業協會丹麥分會）                                             | 2× 白金    | 3,600,000†    |
| *僅含認證的實際銷量 ^僅含認證的出貨量 ‡僅含認證的+實際銷量 †僅含認證的銷量 |            |               |

## 发行历史
| 国家 | 日期          | 形式               | 唱片公司 | 來源    |
| ---- | ------------- | ------------------ | -------- | ------- |
| 美国 | 2013年8月10日 | 當代流行電台       | 國會     | [ 36 ]  |
| 多国 | 2013年8月12日 | 數碼下載           | 环球     | [ 246 ] |
| 國會 | 2013年8月12日 | 數碼下載           | [ 247 ]  |         |
| 英国 | 2013年9月1日  | 數碼下載           | 环球     | [ 37 ]  |
| 德國 | 2013年9月13日 | CD单曲             | 环球     | [ 248 ] |
| 中國 | 2014年2月25日 | CD单曲（隨書附送） | 环球     | [ 249 ] |